# سایمون کریستی کوپر
سایمون کریستی کوپر (انگلیسی: Simon Cooper؛ زادهٔ ۱۹۳۶ (۸۸–۸۹ سال)) فرد نظامی اهل بریتانیا است. وی همچنین برندهٔ جوایزی همچون نشان سلطنتی ویکتوریایی شده‌است.